# Hate Crew Deathroll
Hate Crew Deathroll е четвъртият албум на финландската мелодичната дет метъл група Children of Bodom. Той е издаден от лейбъла Century Media. В този албум участва китариста Александър Куопала.

## Песни
1. "Needled 24/7" – 4:08
2. Sixpounder – 3:24
3. Chokehold (Cocked 'n' Loaded) – 4:12
4. Bodom Beach Terror – 4:35
5. Angels Don't Kill – 5:13
6. Triple Corpse Hammerblow – 4:06
7. You're Better Off Dead! – 4:11
8. Lil' Bloodred Ridin' Hood – 3:24
9. Hate Crew Deathroll – 6:38
10. Silent Scream (Кавър на Slayer) – 3:16
11. Somebody Put Something In My Drink (Кавър на Ramones) – 3:18